# Фіндлі (Іллінойс)
Фіндлі (англ. Findlay) — селище (англ. village) в США, в окрузі Шелбі штату Іллінойс. Населення — 664 особи (2020).

## Географія
Фіндлі розташоване за координатами 39°31′20″ пн. ш. 88°45′17″ зх. д. / 39.52222° пн. ш. 88.75472° зх. д. (39.522341, -88.754594).  За даними Бюро перепису населення США в 2010 році селище мало площу 2,39 км², уся площа — суходіл.

## Демографія
Згідно з переписом 2010 року, у селищі мешкали 683 особи в 305 домогосподарствах у складі 182 родин. Густота населення становила 286 осіб/км².  Було 352 помешкання (147/км²).
Расовий склад населення:
| - 98,5 % — білих - 0,3 % — корінних американців - 0,1 % — азіатів |

До двох чи більше рас належало 1,0 %. Частка іспаномовних становила 0,3 % від усіх жителів.
За віковим діапазоном населення розподілялося таким чином: 21,7 % — особи молодші 18 років, 59,0 % — особи у віці 18—64 років, 19,3 % — особи у віці 65 років та старші. Медіана віку мешканця становила 40,6 року. На 100 осіб жіночої статі у селищі припадало 87,1 чоловіків;  на 100 жінок у віці від 18 років та старших — 87,1 чоловіків також старших 18 років.
Середній дохід на одне домашнє господарство  становив 46 286 доларів США (медіана — 40 179), а середній дохід на одну сім'ю — 56 416 доларів (медіана — 50 556). Медіана доходів становила 46 563 долари для чоловіків та 24 167 доларів для жінок. За межею бідності перебувало 13,8 % осіб, у тому числі 17,0 % дітей у віці до 18 років та 10,2 % осіб у віці 65 років та старших.
Цивільне працевлаштоване населення становило 343 особи. Основні галузі зайнятості: освіта, охорона здоров'я та соціальна допомога — 23,0 %, виробництво — 21,9 %, мистецтво, розваги та відпочинок — 11,7 %, науковці, спеціалісти, менеджери — 8,7 %.